# 1521 en musique classique
| \| • Retour à la chronologie générale de la musique classique • \| |
| Grèce • Rome • Haut Moyen Âge • VIIIe siècle • IXe siècle • Xe siècle • XIe siècle XIIe siècle • XIIIe siècle • XIVe siècle • XVe siècle • XVIe siècle • XVIIe siècle XVIIIe siècle • XIXe siècle • XXe siècle • XXIe siècle |
| • Retour à la chronologie générale de la musique classique • |

| Années en musique classique : 1518 - 1519 - 1520 - 1521 - 1522 - 1523 - 1524    |
| Décennies en musique classique : 1490 - 1500 - 1510 - 1520 - 1530 - 1540 - 1550 |

## Naissances

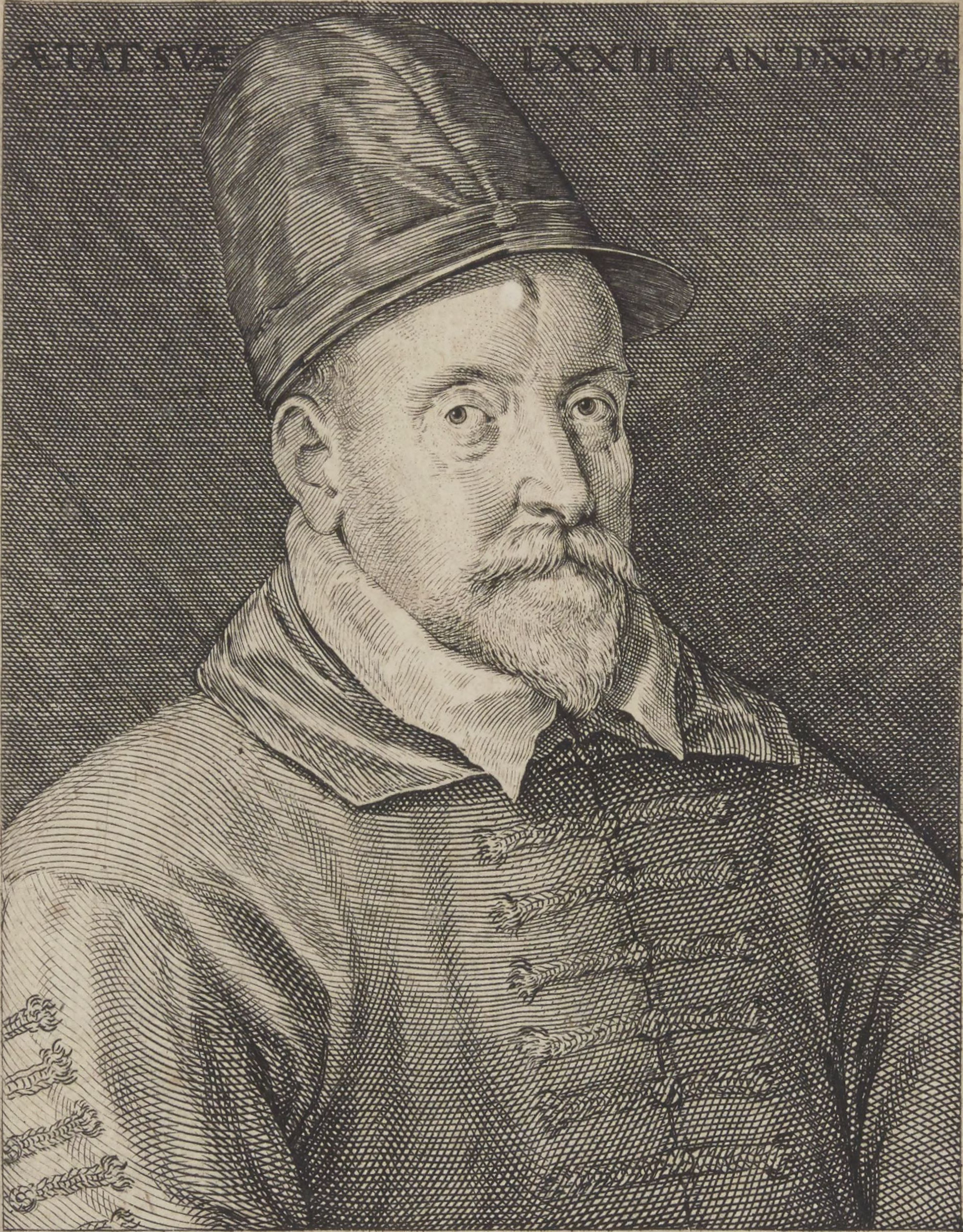
Philippe de Monte

- Philippus de Monte, compositeur franco-flamand († 4 juillet 1603).

## Décès
- 27 août : Josquin des Prés, compositeur franco-flamand (° 1450).
- 24 octobre : Robert Fayrfax, compositeur anglais (° 23 avril 1464).